# ارمنی میانه
ارمنی کیلیکی (ارمنی: Կիլիկեան հայերէն یا միջին հայերէն) که ارمنی میانه هم نامیده می‌شود، دوره دوم در زبان ارمنی نوشتاری است که به آن کتاب‌های متعددی بین قرن‌های ۱۲ و ۱۸ منتشر شده‌است. این دوره بعد از گرابار (ارمنی کلاسیک) و قبل از اشخارهابر (ارمنی مدرن) قرار دارد.
ارمنی کلاسیک عمدتاً یک زبان تصریفی و ترکیبی بود، اما در ارمنی میانه، در دوره نفوذ ارمنی مدرن، اشکال پیوندی و تحلیلی بر زبان تأثیر گذاشت. از این نظر، ارمنی میانه مرحله گذار از ارمنی قدیم به ارمنی مدرن یا اشخارهابر است. ارمنی میانه به این دلیل قابل توجه است که اولین شکل نوشتاری ارمنی است که ویژگی‌های صوتی غربی‌گونه را از خود نشان می‌دهد و حروف o و ֆ را که بر اساس حروف یونانی "ο" و "φ" هستند به کار برده‌است.